# Record britannici di atletica leggera
I record britannici di atletica leggera rappresentano le migliori prestazioni di atletica leggera stabilite dagli atleti di nazionalità britannica e ratificate dalla UK Athletics.

## Outdoor

### Maschili
| Specialità             | Prestazione | Atleta                                                           | Data              | Manifestazione                | Luogo            | Note            |
| ---------------------- | --- | ---------------------------------------------------------------- | ----------------- | ----------------------------- | ---------------- | --------------- |
| 100 metri piani        | 9"83 | Zharnel Hughes                                                   | 24 giugno 2023    | USATF NYC Grand Prix          | New York         |                 |
| 200 metri piani        | 19"73 | Zharnel Hughes                                                   | 27 luglio 2023    | Diamond League                | Londra           |                 |
| 400 metri piani        | 44"26 | Matthew Hudson-Smith                                             | 22 agosto 2023    | Campionati del mondo          | Budapest         |                 |
| 800 metri piani        | 1'41"73 | Sebastian Coe                                                    | 10 giugno 1981    |                               | Firenze          |                 |
| 1500 metri piani       | 3'28"81 | Mohamed Farah                                                    | 19 luglio 2013    | Herculis                      | Monaco           | Record europeo  |
| Miglio                 | 3'46"32 | Steve Cram                                                       | 27 luglio 1985    | Bislett Games                 | Oslo             | Record europeo  |
| 3000 metri piani       | 7'32"62 | Mohamed Farah                                                    | 5 giugno 2016     | Birmingham Grand Prix         | Birmingham       |                 |
| 5000 metri piani       | 12'53"11 | Mohamed Farah                                                    | 22 luglio 2011    | Herculis                      | Monaco           |                 |
| 10000 metri piani      | 26'46"57 | Mohamed Farah                                                    | 3 giugno 2011     | Prefontaine Classic           | Eugene           | Record europeo  |
| Mezza maratona         | 59'32" | Mohamed Farah                                                    | 22 marzo 2015     | Mezza maratona di Lisbona     | Lisbona          | Record europeo  |
| Maratona               | 2h06'21" | Mohamed Farah                                                    | 22 aprile 2018    | Maratona di Londra            | Londra           |                 |
| 3000 metri siepi       | 8'07"96 | Mark Rowland                                                     | 30 settembre 1988 | Olimpiadi                     | Seul             |                 |
| 110 metri ostacoli     | 12"91 | Colin Jackson                                                    | 20 agosto 1993    | Campionati del mondo          | Stoccarda        | Record europeo  |
| 400 metri ostacoli     | 47"82 | Kriss Akabusi                                                    | 6 agosto 1992     | Olimpiadi                     | Barcellona       |                 |
| Salto in alto          | 2,37 m | Steve Smith                                                      | 20 settembre 1992 | Campionati del mondo juniores | Seul             |                 |
| Salto in alto          | 2,37 m | Steve Smith                                                      | 22 agosto 1993    | Campionati del mondo          | Stoccarda        |                 |
| Salto in alto          | 2,37 m | Robert Grabarz                                                   | 23 agosto 2012    | Athletissima                  | Losanna          |                 |
| Salto con l'asta       | 5,82 m | Steven Lewis                                                     | 21 luglio 2012    | Janusz Kusociński Memorial    | Stettino         |                 |
| Salto in lungo         | 8,51 m | Greg Rutherford                                                  | 24 aprile 2014    |                               | Chula Vista      |                 |
| Salto triplo           | 18,29 m | Jonathan Edwards                                                 | 7 agosto 1995     | Campionati del mondo          | Göteborg         | Record mondiale |
| Getto del peso         | 21,92 m | Carl Myerscough                                                  | 13 giugno 2003    |                               | Sacramento       | [ 1 ]           |
| Getto del peso         | 21,68 m | Geoff Capes                                                      | 18 maggio 1980    |                               | Cwmbran          |                 |
| Lancio del disco       | 68,24 m | Lawrence Okoye                                                   | 19 maggio 2012    | Hallesche Werfertage          | Halle            |                 |
| Lancio del martello    | 77,55 m | Nick Miller                                                      | 22 luglio 2015    | Karlstad Grand Prix           | Karlstad         |                 |
| Lancio del giavellotto | 91,46 m | Steve Backley                                                    | 25 gennaio 1992   |                               | North Shore City |                 |
| Decathlon              | 8847 p. | Daley Thompson                                                   | 8-9 agosto 1984   | Olimpiadi                     | Los Angeles      |                 |
| Decathlon              | 10"44 (100m); 8,01 m (lungo); 15,72 m (peso); 2,03 m (alto); 46"97 (400m) 14"33 (110m ostacoli); 46,56 m (disco); 5,00 m (asta); 65,24 m (giavellotto); 4'35"00 (1500m) |                                                                  |                   |                               |                  |                 |
| Marcia 20 km           | 1h20'13" | Tom Bosworth                                                     | 12 agosto 2016    | Olimpiadi                     | Rio de Janeiro   |                 |
| Marcia 50 km           | 3h51'37" | Chris Maddocks                                                   | 28 ottobre 1990   |                               | Plymouth         |                 |
| Staffetta 4×100 metri  | 37"47 | Chijindu Ujah Adam Gemili Daniel Talbot Nethaneel Mitchell-Blake | 12 agosto 2017    | Campionati del mondo          | Londra           | Record europeo  |
| Staffetta 4×400 metri  | 2'56"60 | Iwan Thomas Jamie Baulch Mark Richardson Roger Black             | 3 agosto 1996     | Olimpiadi                     | Atlanta          | [ 2 ]           |

### Femminili
| Specialità             | Prestazione | Atleta                                                        | Data              | Manifestazione                         | Luogo             | Note            |
| ---------------------- | --- | ------------------------------------------------------------- | ----------------- | -------------------------------------- | ----------------- | --------------- |
| 100 metri piani        | 10"83 | Dina Asher-Smith                                              | 29 settembre 2019 | Campionati del mondo                   | Doha              |                 |
| 200 metri piani        | 21"89 | Dina Asher-Smith                                              | 11 agosto 2018    | Campionati europei                     | Berlino           |                 |
| 400 metri piani        | 49"41 | Christine Ohuruogu                                            | 12 agosto 2013    | Campionati del mondo                   | Mosca             |                 |
| 800 metri piani        | 1'55"19 | Keely Hodgkinson                                              | 17 settembre 2023 | Diamond League                         | Eugene            |                 |
| 1500 metri piani       | 3'54"50 | Laura Muir                                                    | 6 agosto 2021     | Olimpiadi                              | Tokyo             |                 |
| 3000 metri piani       | 8'22"20 | Paula Radcliffe                                               | 19 luglio 2002    | Herculis                               | Monaco            |                 |
| 5000 metri piani       | 14'29"11 | Paula Radcliffe                                               | 20 giugno 2004    | Coppa Europa                           | Bydgoszcz         |                 |
| 10000 metri piani      | 30'01"09 | Paula Radcliffe                                               | 6 agosto 2002     |                                        | Monaco di Baviera |                 |
| Mezza maratona         | 1h06'47" | Paula Radcliffe                                               | 7 ottobre 2001    | Campionati del mondo di mezza maratona | Bristol           |                 |
| Maratona               | 2h15'25" mx | Paula Radcliffe                                               | 13 aprile 2003    | Maratona di Londra                     | Londra            | Record mondiale |
| 3000 metri siepi       | 9'15"64 | Aimee Pratt                                                   | 20 luglio 2022    | Campionati del mondo                   | Eugene            |                 |
| 100 metri ostacoli     | 12"51 | Tiffany Porter                                                | 14 settembre 2014 | Coppa continentale                     | Marrakech         |                 |
| 400 metri ostacoli     | 52"74 | Sally Gunnell                                                 | 19 agosto 1993    | Campionati del mondo                   | Stoccarda         |                 |
| Salto in alto          | 1,98 m | Katarina Johnson-Thompson                                     | 12 agosto 2016    | Olimpiadi                              | Rio de Janeiro    | [ 3 ]           |
| Salto con l'asta       | 4,81 m | Holly Bradshaw                                                | 14 luglio 2017    |                                        | Rottach-Egern     |                 |
| Salto in lungo         | 7,07 m | Shara Proctor                                                 | 28 agosto 2015    | Campionati del mondo                   | Pechino           |                 |
| Salto triplo           | 15,15 m | Ashia Hansen                                                  | 13 settembre 1997 | IAAF Grand Prix Final                  | Fukuoka           |                 |
| Getto del peso         | 19,36 m | Judy Oakes                                                    | 14 agosto 1988    | British Grand Prix                     | Gateshead         |                 |
| Lancio del disco       | 67,48 m | Meg Ritchie                                                   | 26 aprile 1981    | Mt. SAC Relays                         | Walnut            |                 |
| Lancio del martello    | 74,54 m | Sophie Hitchon                                                | 15 agosto 2016    | Olimpiadi                              | Rio de Janeiro    |                 |
| Lancio del giavellotto | 77,44 m | Fatima Whitbread                                              | 28 agosto 1986    | Campionati europei                     | Stoccarda         | [ 4 ]           |
| Lancio del giavellotto | 66,17 m | Goldie Sayers                                                 | 14 luglio 2012    | London Grand Prix                      | Londra            |                 |
| Eptathlon femminile    | 6955 p. | Jessica Ennis-Hill                                            | 3-4 agosto 2012   | Olimpiadi                              | Londra            |                 |
| Eptathlon femminile    | 12"54 (100m ostacoli); 1,86 m (alto); 14,28 m (peso); 22"83 (200m); 6,48 m (lungo); 47"49 (giavellotto); 2'08"65 (800m) |                                                               |                   |                                        |                   |                 |
| Marcia 20 km           | 1h30'41" | Johanna Jackson                                               | 19 giugno 2010    | Gran Premio Cantones                   | La Coruña         |                 |
| Staffetta 4×100 metri  | 41"55 | Asha Philip Imani Lansiquot Dina Asher-Smith Daryll Neita     | 5 agosto 2021     | Olimpiadi                              | Tokyo             |                 |
| Staffetta 4×400 metri  | 3'20"04 | Christine Ohuruogu Marilyn Okoro Lee McConnell Nicola Sanders | 2 settembre 2007  | Campionati del mondo                   | Osaka             | [ 5 ]           |

## Indoor

### Maschili
| Specialità            | Prestazione | Atleta                                                  | Data             | Manifestazione                | Luogo           | Note           |
| --------------------- | --- | ------------------------------------------------------- | ---------------- | ----------------------------- | --------------- | -------------- |
| 60 metri piani        | 6"42 | Dwain Chambers                                          | 7 marzo 2009     | Campionati europei indoor     | Torino          |                |
| 200 metri piani       | 20"25 | Linford Christie                                        | 19 febbraio 1995 | Meeting Pas de Calais         | Liévin          | Record europeo |
| 400 metri piani       | 45"39 | Jamie Baulch                                            | 9 febbraio 1997  | Birmingham Indoor Grand Prix  | Birmingham      |                |
| 800 metri piani       | 1'44"91 | Sebastian Coe                                           | 12 marzo 1983    |                               | Cosford         |                |
| 1500 metri piani      | 3'34"20 | Peter Elliott                                           | 27 febbraio 1990 |                               | Siviglia        |                |
| 3000 metri piani      | 7'31"97 | Sam Atkin                                               | 27 gennaio 2023  |                               | Boston          |                |
| 60 metri ostacoli     | 7"30 | Colin Jackson                                           | 6 marzo 1994     |                               | Sindelfingen    |                |
| Marcia 3000 metri     | 10'58"21 | Tom Bosworth                                            | 28 febbraio 2016 | Campionati britannici indoor  | Sheffield       |                |
| Salto in alto         | 2,38 m | Steve Smith                                             | 4 febbraio 1994  | Jump to the Music             | Wuppertal       | [ 6 ]          |
| Salto con l'asta      | 5,83 m | Luke Cutts                                              | 25 gennaio 2014  | Perche Elite Tour             | Rouen           | [ 6 ]          |
| Salto in lungo        | 8,26 m a | Greg Rutherford                                         | 5 febbraio 2016  | New Mexico Collegiate Classic | Albuquerque     |                |
| Salto triplo          | 17,75 m | Phillips Idowu                                          | 9 marzo 2008     | Campionati del mondo indoor   | Valencia        |                |
| Getto del peso        | 21,49 m | Carl Myerscough                                         | 15 marzo 2003    | NCAA Division I Championships | Fayetteville    |                |
| Eptathlon maschile    | 6165 p. | Tim Duckworth                                           | 10-11 marzo 2017 | NCAA Division I Championships | College Station |                |
| Eptathlon maschile    | 6"77 (60m); 7,77 m (lungo); 13,09 m (peso); 2,16 m (alto); 8"10 (60m ostacoli); 5,26 m (asta); 3'04"24 (1000m) |                                                         |                  |                               |                 |                |
| Staffetta 4×400 metri | 3'03"20 | Allyn Condon Solomon Wariso Adrian Patrick Jamie Baulch | 5 marzo 1999     | Campionati del mondo indoor   | Maebashi        |                |

### Femminili
| Specialità            | Prestazione                                                                        | Atleta                                                         | Data             | Manifestazione               | Luogo        | Note           |
| --------------------- | ---------------------------------------------------------------------------------- | -------------------------------------------------------------- | ---------------- | ---------------------------- | ------------ | -------------- |
| 60 metri piani        | 7"04                                                                               | Dina Asher-Smith                                               | 27 gennaio 2023  |                              | Karlsruhe    |                |
| 200 metri piani       | 22"83                                                                              | Katharine Merry                                                | 14 febbraio 1999 | Campionati britannici indoor | Birmingham   |                |
| 400 metri piani       | 50"02                                                                              | Nicola Sanders                                                 | 3 marzo 2007     | Campionati europei indoor    | Birmingham   |                |
| 800 metri piani       | 1'57"18                                                                            | Keely Hodgkinson                                               | 25 febbraio 2023 | World Indoor Tour Final      | Birmingham   |                |
| 1500 metri piani      | 4'02"39                                                                            | Laura Muir                                                     | 4 marzo 2017     | Campionati europei indoor    | Belgrado     |                |
| 3000 metri piani      | 8'26"41                                                                            | Laura Muir                                                     | 4 febbraio 2017  | Indoor Meeting Karlsruhe     | Karlsruhe    | Record europeo |
| 5000 metri piani      | 14'49"12                                                                           | Laura Muir                                                     | 4 gennaio 2017   | GAA Miler Meet               | Glasgow      |                |
| 60 metri ostacoli     | 7"80                                                                               | Tiffany Porter                                                 | 4 marzo 2011     | Campionati europei indoor    | Parigi       |                |
| Marcia 3000 metri     | 12'44"99                                                                           | Bethan Davies                                                  | 28 febbraio 2016 |                              | Sheffield    |                |
| Salto in alto         | 1,99 m                                                                             | Morgan Lake                                                    | 4 febbraio 2023  |                              | Hustopeče    |                |
| Salto con l'asta      | 4,87 m                                                                             | Holly Bradshaw                                                 | 20 gennaio 2012  |                              | Villeurbanne | [ 6 ]          |
| Salto in lungo        | 6,97                                                                               | Lorraine Ugen                                                  | 5 marzo 2017     | Campionati europei indoor    | Belgrado     |                |
| Salto triplo          | 15,16 m                                                                            | Ashia Hansen                                                   | 28 febbraio 1998 | Campionati europei indoor    | Valencia     | [ 7 ]          |
| Getto del peso        | 19,06 m                                                                            | Venissa Head                                                   | 7 aprile 1984    |                              | St Athan     |                |
| Pentathlon            | 5000 p.                                                                            | Katarina Johnson-Thompson                                      | 6 marzo 2015     | Campionati europei indoor    | Praga        |                |
| Pentathlon            | 8"18 (60m ostacoli); 1,95 m (alto); 12,32 m (peso); 6,89 m (lungo); 2'12"78 (800m) |                                                                |                  |                              |              |                |
| Staffetta 4×400 metri | 3'27"56                                                                            | Eilidh Doyle Shana Cox Christine Ohuruogu Perri Shakes-Drayton | 3 marzo 2013     | Campionati europei indoor    | Göteborg     |                |